# Minato作品列表
minato為日本音樂家、音樂製作人、歌手。本條目將會列出其創作及演唱的作品列表。

## 投稿影片
於Niconico動畫平台所投稿的作品。

### minato（流星P）名義
以minato名義創作的音樂影片，負責作詞、作曲。
| 歌曲名稱           | 演唱者              | 上傳時間            | 備註                                                                             |
| ------------------ | ------------------- | ------------------- | -------------------------------------------------------------------------------- |
| 流星               | 初音未來            | 2008年1月13日 04:11 | 重新上傳的版本。                                                                 |
| ビー玉             | 初音未來            | 2008年1月10日 21:39 | 重新上傳的版本。                                                                 |
| Candy Rain         | 鏡音鈴              | 2008年1月12日 16:58 |                                                                                  |
| FAIRYLAND          | 初音未來            | 2008年1月20日 04:34 |                                                                                  |
| 愛する景色に       | 初音未來            | 2008年2月9日 00:56  |                                                                                  |
| SPICE！            | 鏡音連              | 2008年3月6日 03:22  |                                                                                  |
| Soar               | 初音未來            | 2008年3月19日 03:21 |                                                                                  |
| SET FREE           | 初音未來            | 2008年4月24日 01:16 |                                                                                  |
| MOTTO!!            | 初音未來            | 2008年8月7日 18:10  | 混音及編曲為ミニスカP。                                                          |
| 夏色☆キャンバス    | 初音未來            | 2008年8月12日 08:46 | 和mikuru396合作的作品，負責作詞、作曲和廣播聲。                                  |
| 彼方まで虹を架けて | 初音未來            | 2008年8月21日 05:42 |                                                                                  |
| RIP=RELEASE        | 巡音流歌            | 2009年1月30日 20:15 | 巡音流歌發售當天上傳。突破240萬觀看次數。                                        |
| magnet             | 初音未來 & 巡音流歌 | 2009年5月1日 12:08  | 突破230萬觀看次數。 因為影片使用的背景圖有抄襲嫌疑，所以暫時關閉。繪者為ゆのみ。 |

### トゥライ名義
トゥライ參與的歌唱影片，以下列表未列出僅擔任合聲的合作影片。
| 歌曲名稱                     | 原曲作者/原唱          | 上傳時間             | 備註                                                                  |
| ---------------------------- | ---------------------- | -------------------- | --------------------------------------------------------------------- |
| 卑怯戦隊うろたんだー         | シンP                  | 2008年2月15日 02:42  | 實際上是以minato名義上傳。                                            |
| ブラック★ロックシューター    | ryo                    | 2008年6月18日 04:09  | 別名トゥライ的出處。                                                  |
| celluloid                    | baker                  | 2008年7月28日 02:23  |                                                                       |
| サンドリヨン(Cendrillon)     | Dios/シグナルP         | 2008年8月30日 00:51  | 與うさ合唱。突破140萬觀看次數。                                       |
| 人柱アリス                   | 歪Ｐ                   | 2008年9月1日 23:51   | 飾演Kaito。與ヤマイ、 Re:A、歌和サクラ、うさ合唱。突破130萬觀看次數。 |
| crystal mic                  | クリスタルP            | 2008年10月7日 01:32  |                                                                       |
| 極楽鳥 -bird of paradise-    | ゆうゆP                | 2008年10月17日 21:45 |                                                                       |
| 番凩                         | 仕事してP              | 2008年11月14日 20:44 | 與うさ合唱。                                                          |
| マリオネット                 | クリーム市長           | 2008年11月18日 20:05 |                                                                       |
| erase or zero                | クリスタルP            | 2008年12月5日 14:08  | 與てん合唱。                                                          |
| 炉心融解                     | iroha(sasaki)          | 2008年12月26日 02:30 | 突破170萬觀看次數。                                                   |
| ピアノ×フォルテ×スキャンダル | OSTER project          | 2009年1月12日 00:13  |                                                                       |
| フルチン☆ブギ                | チーターガールP（KTG） | 2009年1月24日 23:50  | 與じゃっく和ジギル合唱。                                              |
| ジュブナイル                 | Dixie Flatline         | 2009年2月16日 23:16  | 與うさ合唱。                                                          |
| from Y to Y                  | ジミーサムP            | 2009年3月29日 09:12  | 突破100萬觀看次數。                                                   |
| Smiling                      | halyosy                | 2009年12月13日 05:32 | Niconico動畫九周年的慶祝影片。參與成員多達26人。突破400萬觀看人數。   |
| Just call my name            | Heavenz                | 2010年1月12日 17:47  |                                                                       |
| アルビノ                     | buzzG                  | 2010年3月20日 04:32  |                                                                       |
| magnet                       | minato(流星P)          | 2010年5月1日 16:14   | 首次翻唱自己的原創歌。                                                |
| 慟哭ノ雨                     | GRANRODEO              | 2010年5月11日 09:33  | 與じゃっく合唱。                                                      |
| 愛の唄                       | WhiteFlame/黒うさ      | 2010年5月25日 19:29  | うさ與ヤマイ負責合聲。「Re：笨蛋也能拯救世界？」Drama CD主題歌。      |
| アカイト                     | みきとP                | 2015年3月14日 19:00  |                                                                       |
| チルドレンレコード           | Jin                    | 2015年6月18日 19:00  |                                                                       |
| 世界を壊している             | Neru                   | 2015年7月20日 20:00  |                                                                       |

## 商業作品

### 個人CD
- 『magnet -favorites plus-』（MOER、2010年3月10日發售）
  - 將Niconico動畫上發表的自創曲全部重新錄音，外加兩首新歌。專輯封面由ゆのみ負責。2010年3月22日為止的銷售成績登上日本公信榜每周排行榜第18名[8]。

  1. magnet
  2. RIP=RELEASE -affection-
  3. Soar
  4. FAIRYLAND -mintia mix-
  5. オルゴール
  6. 朧月
  7. SPICE!
  8. SECRET & TRAP
  9. 君に嘘
  10. ☆Fighting Pose☆
  11. ありがとう、君へ
  12. もう一度
  13. 向日葵
  14. delicious
  15. 流星 -Across the starlight-
    - Bonus Track
- 『ブラックボックス』（Being、2015年11月11日發售）
  - トゥライ名義的出道專輯。

### 網路販售
- 『delicious』（KarenT、2009年3月25日發售）
  - 由初音未來製造商Crypton Future Media直營品牌KarenT發售。網路販售限定。

  1. delicious(feat. 初音未來&鏡音鈴・連)
  2. SPICE!(feat. 鏡音連)
  3. Soar(feat. 初音未來)
  4. FAIRYLAND(feat. 初音未來)
  5. ビー玉(feat. 初音未來)
  6. 愛する景色に(feat. 初音未來)
  7. となり(feat. 初音未來)
  8. 真昼の月(feat. 鏡音連)
  9. Candy Rain(feat. 鏡音鈴)
  10. SET FREE(feat. 初音未來)
  11. 凛と咲く花(feat. 鏡音鈴)
  12. 流星(feat. 初音未來)
  13. 「3」 -piano & Miku Ver.-

### 音樂製作
- 『storyteller』（5pb.Records、2010年9月23日發售）
  - VALSHE的原創迷你專輯。擔任音樂製作。
    - 「NEVER LAND」（作詞、作曲、編曲、合聲）
    - 「graffias」（共同作詞、作曲、合聲）
    - 「Yours」（作詞、作曲、合聲）
    - 「doubt」（作詞）
    - 「nameless story」（作曲、合聲）
    - 「SPICE! -another one-」（作詞、作曲、編曲、合聲）
    - 「Myself」（共同作詞、作曲）
    - 「拘束」（共同作詞、作曲、共同編曲）

- 『REVOLT e.p.』（5pb.Records、2011年4月27日發售）
  - VALSHE第一張單曲。擔任音樂製作。
    - 「REVOLT」（共同作詞、作曲、合聲、RAP）
    - 「Collar」（共同作詞、作曲、合聲）
    - 「Paradise Cage」（作詞、合聲）
    - 「ハルノハテ」（作詞、作曲、合聲）
- 『JESTER』（5pb.Records、2011年7月27日發售）
  - VALSHE第二張單曲。擔任音樂製作。
    - 「jester」（作曲）
    - 「Vessel」（合聲）
    - 「Dead to the World」（作詞、合聲）
    - 「Another Sky」（作詞、作曲、合聲）
- 『PLAY THE JOKER』（Oth、2012年2月22日發售）
  - VALSHE第一張專輯。擔任音樂製作。
    - 「TIGHTROPE」（作詞、作曲、合聲）
    - 「jester」（作曲）
    - 「Collar -Hard Play Mix-」（共同作詞、作曲）
    - 「君がため」（作曲）
    - 「Vessel」（合聲）
    - 「moon -reveal」（作詞、作曲、合聲）
    - 「REVOLT」(共同作詞、作曲、合聲）
    - 「clematis」（作詞）
    - 「vulgar gem」（合聲）
    - 「Deserve」（作曲）
    - 「PLAY THE JOKER」（作詞、作曲）
    - 「moon -sequel」（作詞、作曲）
    - 「shout of JOY」（共同作詞、作曲、合聲）
- 『AFFLICT/Fragment』（Oth、2012年6月27日發售）
  - VALSHE第三張單曲。擔任音樂製作。
    - 「AFFLICT」（作曲）
    - 「Fragment」（作曲、合聲）
    - 「蒼の夏雨」（作詞、作曲、合聲）
- 『4 FELIDS』（Being、2013年3月13日發售）
  - VALSHE第四張單曲。擔任企劃和音樂製作。
    - 「Tigerish Eyez」（作曲、合聲）
    - 「Leopardess」（作詞、作曲、合聲）
    - 「ライオンとチョコレート」（合聲）
    - 「Shifty Cat」（作詞、作曲）
- 『BLESSING CARD』（Being、2013年8月21日發售）
  - VALSHE第五張單曲。擔任企劃和音樂製作。
    - 「BLESSING CARD」（作曲）
    - 「Mr.Diorama」（作曲）
    - 「Responsive」（作詞、作曲、合聲）
    - 「ゆずれない願い」（合聲）
- 『Butterfly Core』（Being、2013年11月27日發售）
  - VALSHE第六張單曲。擔任企劃和音樂製作。
    - 「Butterfly Core」（作曲）
    - 「赤い棘」（作詞、合聲）
    - 「STAR GATE」（作曲）
    - 「Growing of my heart」（合聲）
- 『V.D.』（Being、2014年2月19日發售）
  - VALSHE第二張專輯。擔任企劃和音樂製作。
    - 「Overture」（作曲）
    - 「RAGE IDENTITY」（作曲、合聲）
    - 「Butterfly Core」（作曲）
    - 「AFFLICT」（作曲）
    - 「ASTRAEA」（作曲）
    - 「Human Dolls」（作詞、作曲）
    - 「Mr.Diorama」（作曲）
    - 「Blissful Jail」（合聲）
    - 「BLESSING CARD」（作曲）
    - 「Leopardess」（作詞、作曲、合聲）
    - 「EVALUATION」（作詞、合聲）
    - 「Prize of Color」（作曲）
    - 「Tigerish Eyez」（作曲、合聲）
    - 「Fragment」（作曲、合聲）
    - 「Sincerely」（作曲）
- 『TRANSFORM/marvelous road』（Being、2014年7月16日發售）
  - VALSHE第七張雙A面單曲。擔任企劃和音樂製作。
    - 「TRANSFORM」（作曲）
    - 「marvelous road」（作詞、作曲、合聲）
- 『Storyteller II 〜the Age Limits〜』（Being、2014年9月24日發售）
  - VALSHE第二張迷你專輯。擔任企劃和音樂製作。
    - HIDE & LEAK（作曲）
    - WISHLIST（合聲）
    - 羽取物語（作詞）
    - Roma（作曲）
    - CAINCOMPLEX（合聲）
    - セミステージ（作詞、合聲）
    - Separation（合聲）
- 『TRIP×TRICK』（Being、2014年9月24日發售）
  - VALSHE第八張單曲。擔任企劃和音樂製作。
    - TRIP×TRICK（作曲、合聲）
    - my name is…（作詞、作曲、合聲）
- 『君への嘘』（Being、2015年2月4日發售）
  - VALSHE第九張單曲。擔任企劃和音樂製作。
    - 君への嘘（和doriko共同作曲、合聲）
    - microSOLDIER（作曲、合聲）

### 歌曲提供、參加作品

#### 音樂CD
- 『EXIT TUNES PRESENTS STARDOM』（EXIT TUNES、2009年5月20日發售）
  - 收錄動畫網站上人氣歌曲的合輯。提供「Soar」。
- 『EXIT TUNES PRESENTS Vocalostar feat.初音ミク』（EXIT TUNES、2009年6月17日發售）
  - 收錄了有使用初音未來的歌曲合輯。提供「RIP=RELEASE」。
- 『初音ミク ベスト〜impacts〜』（ドワンゴ・エージー・エンタテインメント、2009年8月26日發售）
  - 初音未來發售兩周年的紀念精選輯。提供「magnet」。
- 『EXIT TUNES PRESENTS 神曲を歌ってみた』（EXIT TUNES、2009年10月7日發售）
  - 收錄網路上的人氣歌手所唱的歌曲合輯。提供「Soar -overdrive-」。歌手為F9。
- 『EXIT TRANCE BEST #10 〜Premium BEST〜』（EXIT TUNES、2009年11月18日發售）
  - EXIT TUNES系列的精選輯。提供「Soar -overdrive-」。
- 『動画サイト人気歌い手CD Vol.1 ホストクラブ smiley*2』（ツーファイブレコード、2010年1月14日發售）
  - 動畫網站人氣歌手們所演唱的專輯。提供「SPICE!」。歌手為ふぁねる。
- 『valuable sheaves』（ドワンゴ・ミュージックエンタテインメント、2010年3月24日發售）
  - バルシェ（VALSHE）的翻唱專輯。提供「「crash！」」、「ありがとう、君へ」。
- 『ニコニコオムニバスツアー 〜歌ってみた全国ツアー〜』（ビクターエンタテインメント、2010年3月31日發售）
  - Niconico動畫上的人氣歌手們所演唱的合輯。提供「magnet」。歌手為ChouCho。
- 『未来へ…』（日本索尼音樂娛樂、2010年5月26日發售）
  - HIMEKA的單曲。擔任主打歌「Winding Road」的作曲。

- 『初音ミク -Project DIVA- 2nd NONSTOP MIX COLLECTION』（ソニー・ミュージックダイレクト、2010年7月28日發售）
  - PlayStation Portable的音樂節奏遊戲『初音未来 -歌姬计划- 2nd』的官方合輯。收錄「カラフル × メロディ」的Remix版本，以ちーむMOER成員身分負責作詞。
- 『MOER feat.初音ミク -2nd anniversary-』（MOER、2010年8月11日發售）
  - MOER的活動2周年紀念精選輯。提供「magnet」、「RIP=RELEASE」、「夏色☆キャンバス」。
- 『ロミオとシンデレラ』（5pb.Records、2010年11月24日發售）
  - doriko的創作專輯。擔任「Paradise Cage」的作詞。
- 『V.I.P(Marasy plays Vocaloid Instrumental on Piano)』 （ドワンゴ・ミュージックエンタテインメント、2010年12月8日發售）
  - marasy的鋼琴獨奏專輯。提供「magnet」。
- 『カラフル×メロディ』（MOER、2011年3月9日發售）
  - 使用在『初音未来 -歌姬计划- 2nd』上的原創歌單曲，以ちーむMOER成員身分負責作詞。
- 『LINK / RING』（avex trax、2011年3月9日發售）
  - うさ的個人專輯。提供「向日葵」。
- 『サオリリス 歌ってみた 初音ミク』（日本索尼音樂娛樂、2011年4月27日發售）
  - サオリリス的個人專輯。「カラフル×メロディ」的作詞。
- 『SUPER VOCALO BEAT』（ドワンゴ・ミュージックエンタテインメント、2011年6月1日發售）
  - 將VOCALOID翻唱曲以歐陸節拍Remix而成的專輯。提供疲れた男唱的「SPICE!」、che:櫻井唱的「magnet」。
- 『VOCALOID BEST from ニコニコ動画 (あお)』（ドワンゴ・ミュージックエンタテインメント、2011年6月22日發售）
  - 收錄Niconico動畫上使用VOCALOID發表的歌曲精選輯。提供「magnet」。
- 『Gourmet』（インディーズレーベル、2011年7月7日發售）
  - gero的原創專輯。提供「アイ」，同時擔任合聲。
- 『「聖鬥士星矢 THE LOST CANVAS 冥王神話」キャラクターソング アルバム』（dmARTS、2011年8月10日發售）
  - 由動畫角色來演唱的印象歌曲專輯。擔任平野綾所唱的「azure」作詞。
- 『V love 25〜Aperios〜』（BinaryMixx Records、2011年11月16日發售）
  - 收錄VOCALOID原創曲的合輯。收錄以初音未來演唱『「聖鬥士星矢 THE LOST CANVAS 冥王神話」角色歌專輯』中「azure」的版本。
- 『アコミク with VOCALOIDS』（BALLOOM、2011年11月30日發售）
  - 初音未來的演唱會活動「未來之日感謝祭」「MIKUNOPOLIS in Los Angeles」中由安部潤率領的The 39s所演奏的VOCALOID歌曲專輯。提供「magnet」。
- 『かえしうた』（dmARTS、2011年11月30日發售）
  - 武士先生以木吉他重新詮釋的VOCALOID原創曲的音樂專輯。提供「magnet」。
- 『himekanvas』（SMJ、2011年11月30日發售）
  - HIMEKA的第1張原創專輯。提供「ヒカリ」「My door」。
- 『アコミク with VOCALISTS』（BALLOOM、2011年12月28日發售）
  - 由The 39s所演奏的人聲版VOCALOID歌曲專輯。提供「magnet」。歌手為ヲタみん&柿チョコ。
- 『SONICONICOROCK Tribute To VOCALOID』（dmARTS、2012年2月8日發售）
  - 超級索尼子的專輯。提供「Soar」並以トゥライ名義合聲。
- 『Forbidden Fruits』（BinaryMixx Records、2012年4月28、29日限定販売）
  - minato、doriko、OSTER project所組成的創作團體「MIDSTER」的單曲。在「Niconico超會議」上限定販售。負責作詞。
- 『V love 25 〜cantabile〜』（BinaryMixx Records、2012年6月13日發售）
  - 收錄VOCALOID原創曲的合輯。提供以創作團體「MIDSTER」（minato、doriko、OSTER project）名義作的「ヒスイドリ」。
- 『Download feat.初音ミク』（日本華納音樂、2014年12月10日發售）
  - 收錄使用初音未來創作的紀念精選合輯。提供「magnet」。
- 『Upload feat.Vocalist』（日本勝利娛樂、2014年12月10日發售）
  - 收錄VOCALOID原創曲的人聲版紀念精選精選合輯。提供「SPICE!」並且和Rib一起合唱。

#### 其他
- 『初音ミク -Project DIVA-』（SEGA、2009年7月2日發售）
  - 初音未來為主角的PlayStation Portable音樂節奏遊戲。提供遊戲中使用的歌曲「Soar」。
- 『もっとおかわり、リン・レン ルカ』（SEGA、2010年7月1日發售）
  - 『初音ミク -Project DIVA-』的額外下載音樂集。提供「RIP=RELEASE」。
- 『初音ミク -Project DIVA- 2nd』（SEGA、2010年7月29日發售）
  - 『初音ミク -Project DIVA-』的二代遊戲，提供遊戲內使用的歌曲「magnet」和、以ちーむMOER成員身分負責作詞的「カラフル × メロディ」。
- 『Re：笨蛋也能拯救世界？Drama CD』（ティー ワイ エンタテインメント、2010年12月15日發售）
  - 『Re：笨蛋也能拯救世界？』的Drama CD。以トゥライ名義主唱的主題曲「愛の唄」，收錄在附屬DVD中。